# Юлія Шигмонд
Юлія Шигмонд (угор. Sigmond Júlia Sigmond Júlia, народилася 29 липня 1929 в Турді — 23 березня 2020, П'яченца, Емілія-Романья, Італія) — румунська актриса угорського походження, яка працювала в ляльковому театрі, есперантистка. Сестра угорського письменника і поета Іштвана Шигмонда.

## Біографія
Закінчила в 1949 році жіночу гімназію в Клуж-Напока (колишню реформістську гімназію, нині ліцей Апачай). У 1950 році почала редакторську діяльність, з 1959 по 1984 роки працювала в театрі Клуж-Напоки лялькаркою і мімом. З 1956 року займається вивченням есперанто, неодноразово брала участь в міжнародних з'їздах і зустрічах есперантистів. Головний редактор журналу на есперанто «Bazaro» і газети «Monate». Опублікувала кілька творів на есперанто, у 2000 році отримала премію в області фантастики за оповідання «Mi ne estas Mona Lisa». У 2005 році на 85-му Всесвітньому конгресі есперанто в Тель-Авіві стала організатором конкурсу образотворчого мистецтва.

## Вибрані твори
- 2001 — Mi ne estas Mona Lisa
- 2008 — Kiam mi estis la plej feliĉa en la vivo ?
- 2011 — Nomoj kaj sortoj
- 2013 — Dialogo
- 2013 — Libazar 'kaj tero
- 2015 — Kvodlibeto
- 2016 — Kvin geamikoj

## Нагороди і премії
- 1969 — Nova Talento: Interdivido
- 1997 — Prozo, 2-я премія: Kiam mi pardonis al la kato?
- 2000 — Prozo, 1-я премія: Mi ne estas Mona Lisa
- 2009 — Prozo, 2-я премія: Viola